# Tabel van niet-SI-eenheden
Hieronder een tabel met de belangrijkste lengtematen die niet in het SI voorkomen.
| Eenheid      | Inch   | Voet | Yard  | Vadem | Furlong | Engelse mijl | In SI-eenheden |
| ------------ | ------ | ---- | ----- | ----- | ------- | ------------ | -------------- |
| Inch         | 1      |      |       |       |         |              | 25,4 mm        |
| Voet         | 12     | 1    |       |       |         |              | 30,48 cm       |
| Yard         | 36     | 3    | 1     |       |         |              | 91,44 cm       |
| Vadem        | 72     | 6    | 2     | 1     |         |              | 1,8288 meter   |
| Furlong      | 7.920  | 660  | 220   | 110   | 1       |              | 201,168 meter  |
| Engelse mijl | 63.360 | 5280 | 1.760 | 880   | 8       | 1            | 1,609344 km    |